# Голономная связь
Голоно́мная связь — механическая связь, налагающая ограничения только на положения (или перемещения) точек и тел системы.
Математически выражается в виде равенства:
{\displaystyle f_{i}(q_{1},q_{2},\dots q_{N}|t)=0}
где qj — обобщённые координаты, описывающие механическую систему, i=1…k, k — число наложенных голономных связей.
Система, на которую наложены только голономные связи, называется голономной.